# میکی بیاسیون
میکی بیاسیون (ایتالیایی: Miki Biasion؛ زادهٔ ۷ ژانویهٔ ۱۹۵۸) راننده رالی اهل ایتالیا است.
وی که در تیم‌های لانچیا، شرکت فورد موتور عضویت داشته در سال‌های ۱۹۸۸ و ۱۹۸۹ قهرمان رالی قهرمانی جهان شده‌است.